# (8574) Makotoirie
(8574) Makotoirie – planetoida z pasa głównego asteroid okrążająca Słońce w ciągu 3 lat i 51 dni w średniej odległości 2,15 au. Została odkryta 6 listopada 1996 roku w obserwatorium astronomicznym w Ōizumi przez Takao Kobayashiego. Nazwa planetoidy pochodzi od Makoto Irie (ur. 1939), zajmującego się obserwacjami korony słonecznej w Norikura Solar Observatory. Przed nadaniem nazwy planetoida nosiła oznaczenie tymczasowe (8574) 1996 VC2.